# Delegación del Gobierno en la Comunidad de Madrid
La Delegación del Gobierno en la Comunidad de Madrid es el organismo de la Administración Pública de España, dependiente de la Secretaría de Estado de Política Territorial, que pertenece a su vez al Ministerio de Política Territorial y Función Pública. Este organismo es el encargado de ejercer la representación del Gobierno de España en la comunidad autónoma de Madrid. A través de las Delegaciones del Gobierno el ciudadano entra en contacto con la Administración General del Estado para ejercer sus derechos y libertades ciudadanas dentro de cada territorio.
El organismo está dirigido por un delegado, nombrado por el Gobierno, cuyas funciones, según el artículo 154 de la Constitución española, son las de dirigir y coordinar la Administración del Estado en el territorio de la Comunidad Autónoma. En la actualidad, el cargo de delegado en la Comunidad de Madrid corresponde a Francisco Martín Aguirre (2023-actualidad) que se reparte, de forma excepcional, al tratarse de una autonomía uniprovincial, funciones de la Administración Periférica del Estado con un subdelegado del gobierno, figura que ostenta en la actualidad Pilar Trinidad.
Entre las competencias de la Delegación del Gobierno en Madrid figuran las de:
Secretaria General, como organismo responsable de la gestión de los servicios comunes y los servicios relativos al ejercicio de los derechos y libertades ciudadanas, entre los que figuran:
- Asistencia en materia de registros con atención al ciudadano e información sobre trámites y servicios de la Administración General del Estado y de las Administraciones autonómica, local e institucional.
- Autorizaciones administrativas en materias propias de distintos departamentos ministeriales, entre las que destacan explosivos, pirotecnia y cartuchería (autorización para su uso por empresas del sector); armas (autorización de polígonos y galerías de tiro, armerías, denegaciones y revocaciones de licencias de armas) y seguridad privada y seguridad ciudadana (comprende autorizaciones como la de servicios de vigilancia privada con arma o la autorización a los Ayuntamientos para la realización de tareas de policía local sin uniforme).
- Derechos ciudadanos y Seguridad ciudadana. Las Delegaciones y Subdelegaciones del Gobierno realizan trámites para garantizar el ejercicio de una serie de derechos fundamentales como el de concentración y reunión, organización del procedimiento electoral o asistencia jurídica gratuita. También ostentan competencias en materia de protección de la seguridad ciudadana.
- Expropiación Forzosa. El Jurado Provincial de Expropiación Forzosa es un órgano colegiado de la Administración General del Estado, presidido por un magistrado, que cumple una función de naturaleza imparcial para determinar el justo precio de los bienes a expropiar cuando no se ha alcanzado un acuerdo entre las partes en la indemnización.
- Protección Civil. Las unidades de Protección Civil coordinan las actuaciones y dan asesoramiento técnico en situaciones de alerta o emergencia de interés nacional. Además, tramitan subvenciones del Estado en los casos de catástrofes naturales.
- Relaciones con las Administraciones Territoriales. Se resumen en Relaciones    de cooperación económica, técnica, jurídica y administrativa; Relaciones de información y Control de legalidad de sus actos.
- Violencia sobre la mujer. Las Unidades de Coordinación contra la Violencia sobre la Mujer  y Unidades contra la Violencia sobre la Mujer, realizan el seguimiento de recursos y de la respuesta institucional frente a la violencia sobre la mujer por razón de género: violencia de género, trata, mutilación genital femenina, matrimonios forzados.

Áreas Funcionales de las Delegaciones del Gobierno que gestionan la mayoría de los servicios integrados y actúan directamente sobre la totalidad del territorio de la Comunidad Autónoma. Se organizan en dependencias provinciales. Existen las siguientes áreas funcionales:
- Agricultura y Pesca: Control sanitario de animales vivos. Colaboración con el Fondo Español de Garantía Agraria (FEGA) en la gestión de las ayudas públicas, entre las que se incluyen la Gestión de la tramitación de subvenciones de Seguros Agrarios, así como la tramitación de créditos, ayudas, certificaciones, licencias y permisos en materia de Agricultura, Pesca y Alimentación.
- Educación. Esta Unidad tiene dos funciones diferenciadas, una de seguimiento y análisis del sistema educativo de las Comunidades Autónomas, y otra, de gestión para el ejercicio de las competencias sobre homologación de títulos y estudios extranjeros.
- Fomento: Gestión de los servicios integrados de transportes y carreteras. Inspección y control de los transportes internacionales. Otorgamiento de autorizaciones, tramitación de expedientes sancionadores y de expedientes de indemnización por responsabilidad patrimonial debidos a daños imputables al estado de las carreteras. Seguimiento de las inversiones en el patrimonio histórico español financiadas con cargo al 1,5% cultural.
- Industria y Energía: Tramitación de diversos procedimientos en materia de instalaciones energéticas, como las centrales de producción eléctrica y de líneas eléctricas y gaseoductos, así como su reforma o ampliación.
- Sanidad y Política Social. Control y vigilancia higiénico-sanitaria en las importaciones de productos destinados al consumo humano. Servicio de asesoramiento al viajero sobre riesgos sanitarios inherentes a los viajes internacionales y administración de las vacunas. Control y vigilancia del traslado internacional de cadáveres y restos humanos. Inspecciones de productos farmacéuticos en frontera de importaciones. Gestión y control de drogas y sustancias estupefacientes decomisadas procedentes del tráfico ilícito.
- Trabajo e Inmigración. Atención de los ciudadanos inmigrantes a través de las Oficinas de Extranjería de las Delegaciones del Gobierno que tramitan las autorizaciones de residencia, autorizaciones de trabajo, autorizaciones de regreso, prórrogas de estancia, tarjeta de identidad de extranjeros y tarjetas de estudiantes extranjeros, así como la expedición y entrega de aquéllas. Expedición de certificados y ayudas a emigrantes retornados. La tramitación y propuesta de resolución de salarios de tramitación en juicios por despido y cuotas a la Seguridad Social. Gestión de contratos en origen para la contratación temporal de trabajadores extranjeros no comunitarios, son otras de las competencias llevadas a cabo por el Área de Trabajo e Inmigración.

| Titular                                  | Fecha de disposición del Real Decreto de | Fecha de disposición del Real Decreto de | Toma de posesión      | Ref.                        |
| Titular                                  | Nombramiento [Publicación en BOE]        | Cese [Publicación en BOE]                | Toma de posesión      | Ref.                        |
| ---------------------------------------- | ---------------------------------------- | ---------------------------------------- | --------------------- | --------------------------- |
| José María Rodríguez Colorado            | 24 de julio de 1984 [25/07/1984]         | 24 de octubre de 1986 [27/10/1986]       |                       | [ 4 ] [ 5 ]                 |
| Ana María de Vicente-Tutor Guarnido      | 24 de octubre de 1986 [27/10/1986]       | 12 de abril de 1991 [16/04/1991]         |                       | [ 6 ] [ 7 ]                 |
| Segismundo Crespo Valera                 | 12 de abril de 1991 [16/04/1991]         | 20 de noviembre de 1992 [24/11/1992]     |                       | [ 8 ] [ 9 ]                 |
| Miguel Solans Soteras                    | 27 de noviembre de 1992 [28/11/1992]     | 30 de julio de 1993 [31/07/1993]         |                       | [ 10 ] [ 11 ]               |
| Arsenio Lope Huerta                      | 30 de julio de 1993 [02/08/1993]         | 9 de diciembre de 1994 [10/12/1994]      |                       | [ 12 ] [ 13 ]               |
| María del Pilar Lledó Real               | 9 de diciembre de 1994 [10/12/1994]      | 17 de mayo de 1996 [18/05/1996]          |                       | [ 14 ] [ 15 ]               |
| Pedro Núñez Morgades                     | 17 de mayo de 1996 [18/05/1996]          | 12 de mayo de 2000 [13/05/2000]          |                       | [ 16 ] [ 17 ]               |
| Francisco Javier Ansuátegui Gárate       | 12 de mayo de 2000 [13/05/2000]          | 23 de abril de 2004 [24/04/2004]         |                       | [ 18 ] [ 19 ]               |
| Constantino Méndez Martínez              | 23 de abril de 2004 [24/04/2004]         | 12 de mayo de 2006 [13/05/2006]          |                       | [ 20 ] [ 21 ]               |
| María Soledad Mestre García              | 12 de mayo de 2006 [17/05/2006]          | 24 de abril de 2009 [28/04/2009]         |                       | [ 22 ] [ 23 ]               |
| Amparo Valcarce García                   | 24 de abril de 2009 [28/04/2009]         | 1 de abril de 2011 [02/04/2011]          |                       | [ 24 ] [ 25 ]               |
| María Dolores Carrión Martín             | 1 de abril de 2011 [02/04/2011]          | 13 de enero de 2012 [14/01/2012]         |                       | [ 26 ] [ 27 ]               |
| Cristina Cifuentes Cuencas               | 13 de enero de 2012 [14/01/2012]         | 10 de abril de 2015 [11/04/2015]         | 16 de enero de 2012   | [ 28 ] [ 29 ] [ 30 ]        |
| Concepción Dancausa Treviño              | 10 de abril de 2015 [11/04/2015]         | 18 de junio de 2018 [19/06/2018]         | 13 de abril de 2015   | [ 31 ] [ 32 ] [ 33 ] [ 34 ] |
| José Manuel Rodríguez Uribes             | 18 de junio de 2018 [19/06/2018]         | 12 de abril de 2019 [13/04/2019]         | 25 de junio de 2018   | [ 35 ] [ 36 ]               |
| María Paz García Vera                    | 12 de abril de 2019 [13/04/2019]         | 11 de febrero de 2020 [12/02/2020]       |                       |                             |
| José Manuel Franco Pardo                 | 11 de febrero de 2020 [12/02/2020]       | 30 de marzo de 2021 [31/03/2021]         | 17 de febrero de 2020 |                             |
| María de las Mercedes González Fernández | 30 de marzo de 2021 [31/03/2021]         | 22 de marzo de 2023 [28/03/2023]         | 31 de marzo de 2021   |                             |
| Francisco Martín Aguirre                 | 28 de marzo de 2023 [29/03/2023]         |                                          | 30 de marzo de 2023   | [ 37 ]                      |

## Subdelegación del Gobierno en Madrid
Véase también: Subdelegación del Gobierno de España
El organismo está dirigido por el subdelegado del Gobierno, dependiente orgánicamente del delegado del Gobierno. La Delegación del Gobierno cuenta, a su vez, con una subdelegación provincial, con sede en su respectivas capital provincial en la provincia de Madrid (con sede también en la ciudad de Madrid) a cargo de la subdelegada María Pilar Trinidad Núñez

## Sede
La sede de la Delegación se encuentra en el Palacio de Borghetto, en el número 25 de la calle Miguel Ángel de la ciudad de Madrid y la oficina integrada de atención al ciudadano en el número 65 de la calle García de Paredes.